# 消費者主権
消費者主権（しょうひしゃしゅけん、英: consumer sovereignty）とは、経済活動において、生産者ではなく、消費者の側に主権がある、という概念。

## 概要
製造や流通は、消費者のために行われなければならず、消費者の事情を中心に据えて行われなければならない、とする考え方である。そして、消費者の側が主体的に製造者・流通業者を取捨選択する権利がある、と考える。
しかし、実際には第二次世界大戦中までは消費者が主導的に経済を動かしているとはとても言えない状況であった。第二次世界大戦後、日本や先進諸国で消費者被害に対して運動が高まり、1962年にアメリカではケネディ大統領が消費者の4つの権利を謳い、日本でも1968年に消費者保護基本法（現：消費者基本法）が公布された。1960年代の後半「消費者は王様である」という消費者主権が叫ばれるようになった。また、消費主義という言葉も、この時代に出てきた。